# 土井利謙
土井 利謙（どい としかた）は、江戸時代後期の大名。三河国刈谷藩4代藩主。刈谷藩土井家7代。

## 略歴
天明7年（1787年）11月29日、第2代藩主土井利徳の次男として生まれる。兄で第3代藩主の利制に嗣子がなかったために養子となり、寛政6年（1794年）の兄の死去により家督を継いだ。

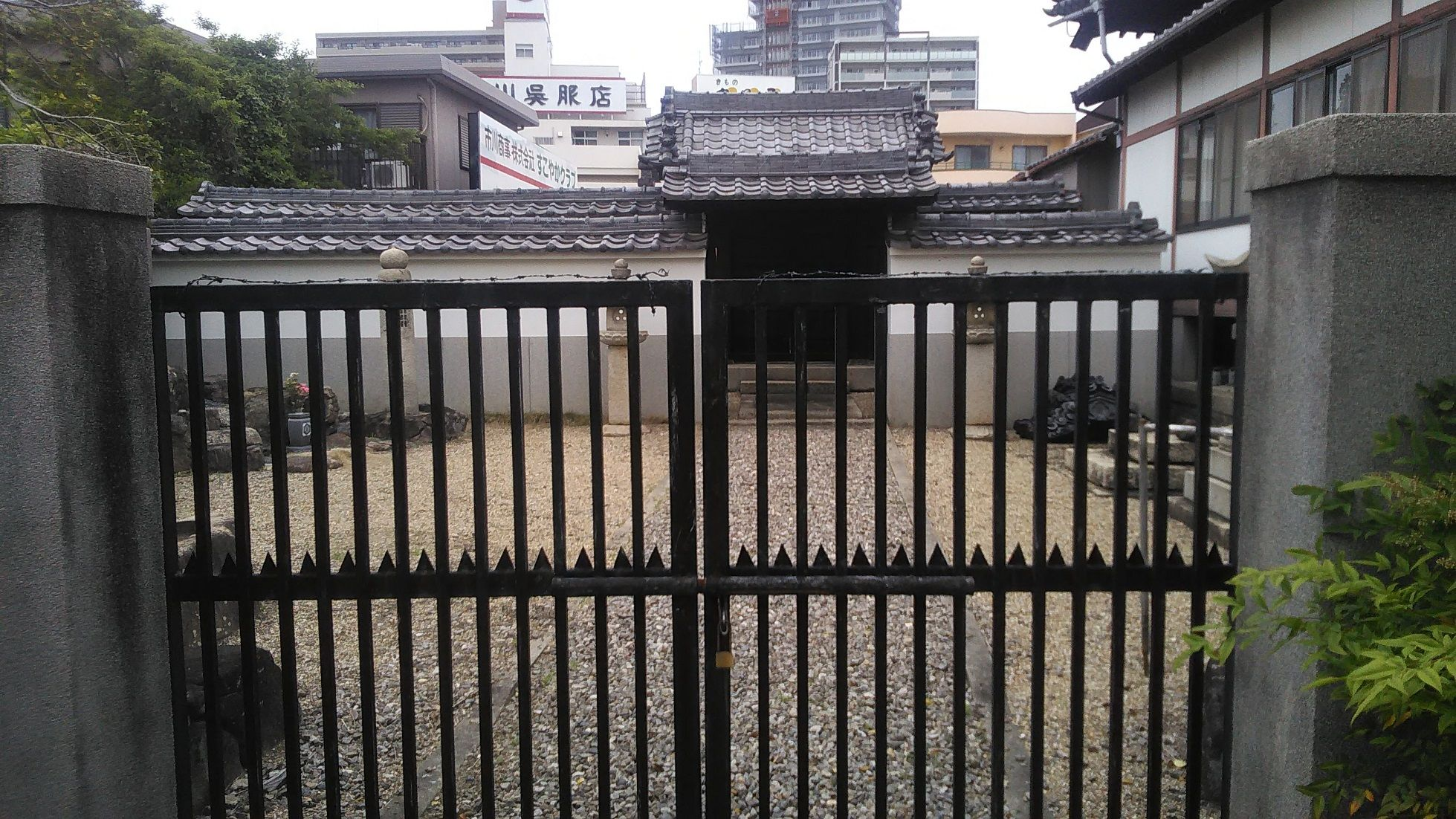
土井家廟所(刈谷市十念寺)

享和3年（1803年）12月26日に奏者番に任じられ、同時に従五位下・伊予守に叙位・任官する。文化5年（1808年）4月に大坂加番に任じられる。文化10年（1813年）2月6日に山城守に遷任されるが、直後の5月20日に刈谷城で死去した。享年27。
跡を弟で養子の利以が継いだ。

## 系譜
父母
- 土井利徳（実父）
- 土井利制（養父）

正室、継室
- 阿部正倫の娘（正室）
- 土屋英直の娘（継室）
- 松平忠恕の娘（継々室）

養子
- 土井利以 - 利徳の五男